# ANDTS
ANDTS är en förkortning av alkohol, narkotika, dopning, tobak och spel om pengar. Från början innefattade begreppet endast ANT (alkohol, narkotika, och tobak), men utökades till att även innefatta doping och spel. Ibland används även förkortningen ANDT där man inte har med s:et. Förkortningarna används ofta inom det folkhälsofrämjande och förebyggande arbetet som bedrivs av myndigheter, länsstyrelser, landsting och kommuner samt den idéburna sektorn. 
Svenska regeringen har antagit en ANDT-strategi som ska styra det förebyggande arbetet. Den första strategin sträckte sig mellan 2011 och 2015. Den andra strategin sträcker sig till 2020. Det övergripande målet ett samhälle fritt från narkotika och dopning, minskade medicinska och sociala skador orsakade av alkohol och ett minskat tobaksbruk står fast. Varje år beslutar regeringen om ett åtgärdsprogram för ANDT som ska konkretisera insatserna för att nå målen i strategin.

## Risker
Enligt WHO är bruk och missbruk av droger ett av de största hoten mot folkhälsan. Bruk och missbruk av alkohol, narkotika och tobak orsakar en stor andel av den svenska sjukdomsbördan, även bland ungdomar.
Olika typer av missbruk bidrar starkt till den samlade sjukdomsbördan i Sverige och orsakar förluster av levnadsår och friska produktiva år. År 2010 var tobaksrökning den fjärde största riskfaktorn för ohälsa, alkohol den åttonde och narkotikabruk på tionde plats. Alkohol och narkotika påverkar även ohälsan kraftigt bland de unga, då bruk av dessa två substanser återfinns på första och andra plats bland riskfaktorerna bland svenska ungdomar.

## Mekanismer för beroende
Användning av ANDTS påverkar hjärnans belöningssystem. Det biologiska systemet strävar efter balans och effekterna av en substans avtar ofta efter en tids intag beroende på att man har fått en ökad tolerans. För att uppnå samma eftersträvande effekt behöver man därför antingen öka mängden av substanser eller byta till en substans med kraftigare effekter. Toleransutvecklingen sker på cellnivå i nervsystemet. När det gäller beteendeberoenden som spel är tolerans- och beroendemekanismerna mindre kända, men till stora delar har exempelvis spel- och alkoholmissbruk samma biologiska förutsättningar. Den gemensamma nämnaren är det evolutionärt framväxta motivations-emotionssystemet som styr att vi söker föda, vatten, partners m m som har bra för individens egen och artens överlevnad.

## Förebyggande åtgärder mot missbruk

### Hos unga
Många ungdomar använder alkohol, narkotika, dopningspreparat, tobak och spel (ANDTS). Det är värdefullt att förebygga bruk och missbruk av ANDTS tidigt, eftersom riskfylld konsumtion som inleds i unga år tenderar att fortsätta resten av livet. Både individen och samhället påverkas under mycket lång tid.
Multimodala projekt, där flera aktörer agerar gemensamt och där flera tillgänglighetsbegränsande insatser ingår, kan minska konsumtionen av alkohol hos unga. Kortvariga insatser i form av motiverande samtal och så kallas personanpassad normativ återkoppling kan minska alkoholkonsumtion hos unga med riskbruk.
I en SBU-rapport från 2015 var ett huvudfynd att utfallen för de manualbaserade program som visade någon effekt var små eller mycket små. Ett annat huvudfynd är att underlaget är otillräckligt för många interventioner. Det innebär att det inte går att avgöra om insatserna är effektiva eller inte.